# Караколь (кавалерия)

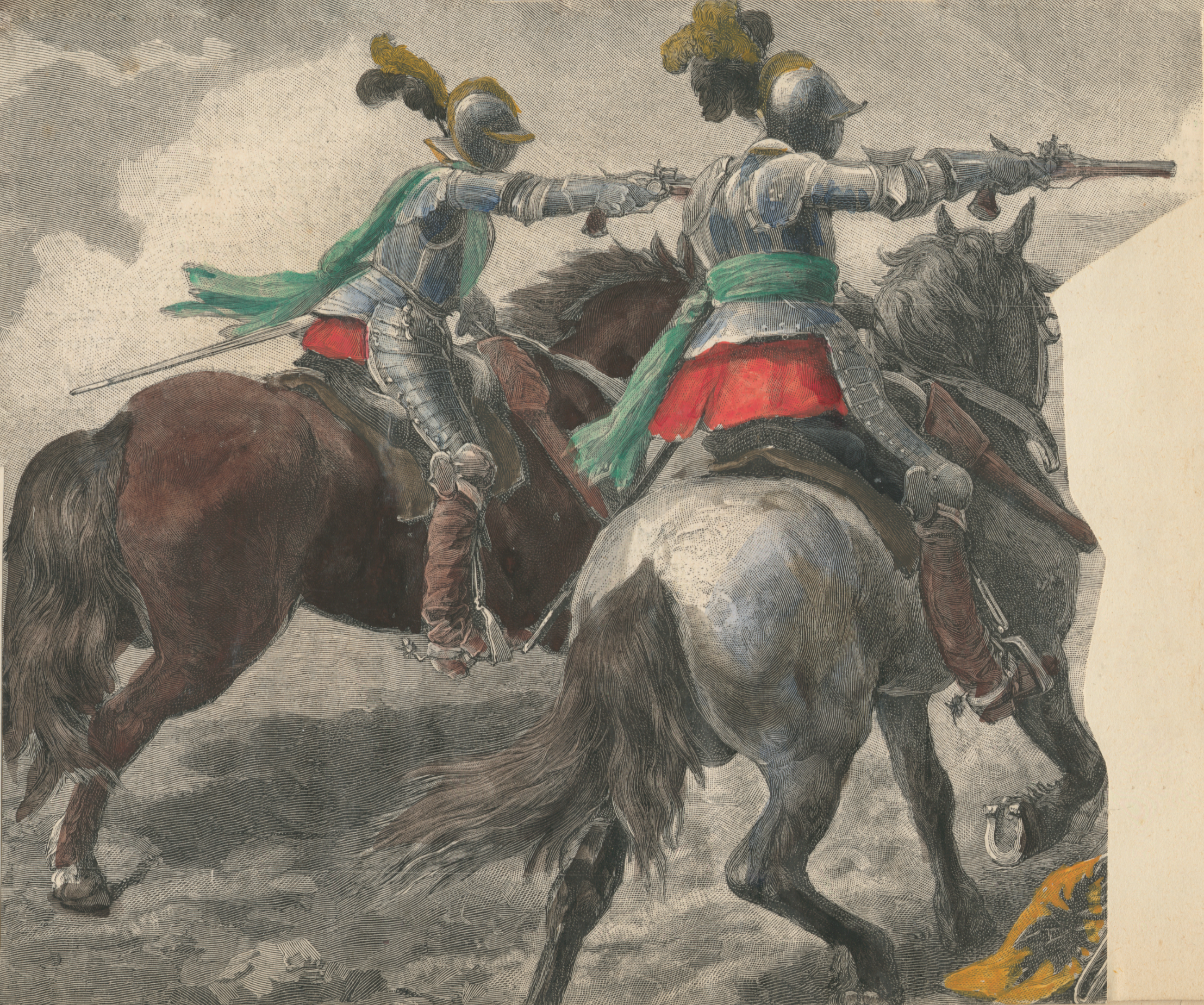
Караколирующие кирасиры Паппенгейма

Караколь (исп. caracol — «улитка») — манёвр в верховой езде и, ранее, в военной тактике.

## Конный спорт

### Выездка
В верховой езде караколь означает один полуоборот лошади на месте, безразлично — влево или вправо.

## Военное дело
Тактика, называемая «караколь» в современном понимании данного термина, возникла в середине XVI века как попытка включить использование огнестрельного оружия в тактику кавалерии. Всадники, вооруженные двумя пистолетами с колесцовыми замками, почти галопом приближались к цели в строю, состоящем из двенадцати шеренг. Как только очередная шеренга приближалась на расстояние выстрела, всадники этой шеренги останавливались, слегка поворачивали своих коней сначала в одну сторону, стреляли из одного пистолета, потом в другую, стреляли из другого пистолета, затем разворачивались, проезжали сквозь остальные шеренги и становились в тылу строя. Время, которое остальные 11 рядов затрачивали на повторение манёвра, позволяло стрелявшим первыми перезарядить свои пистолеты, что обеспечивало непрерывное ведение огня постоянно сменяющими друг друга шеренгами.
Тактика эта распространялась с растущей популярностью немецких рейтар в западных армиях в середине XVI века. Гаспар де Таванн в своих мемуарах писал: «С тех пор как при Карле V, были изобретены пистолеты, немецкое дворянство, служившее до того в рядах ландскнехтов, село на коней и образовало эти эскадроны в 15 или 16 шеренг глубиной. Эти-то эскадроны и ходили в атаку, но не делали прорыва. Первая шеренга поворачивает налево, открывая дорогу второй, которая, в свою очередь, стреляет и т. д., образуя «улитку», чтобы снова зарядить свои пистолеты». 
Рейтары часто имели до 6 пистолетов и строились глубокими массами, по 17 шеренг в глубину. Распространение этого манёвра вызвала в пехоте необходимость в увеличении числа мушкетёров, так как пикинёры, без прикрытия мушкетёр, несли ощутимые потери от действий рейтар. Так, если караколирующий эскадрон сталкивался с пехотой в сомкнутом строю, то он мог ей действительно нанести существенный вред; это, например, случилось в битве при Дрё с швейцарской квадратной колонной.
Караколь отличался тактической сложностью, не всегда удавалось исполнить его слаженно на практике в условиях боя, сам манёвр мог вызвать неразбериху среди его исполнителей. Для правильного его исполнения требовались храбрые и опытные воины, способные хладнокровно сблизиться с противником (с учетом низкой дальности пистолетной стрельбы тех времён), однако если его выполняли дисциплинировано и решительно, то способ этот оказывался весьма эффективным.  
Следует отметить, что источники соответствующего периода не всегда использовали термин «караколь» в современном смысле. Например, Джон Крузо, авторитетный военный специалист той эпохи, объяснял термин как манёвр, при котором отряд кирасир, атакуемых противником, делится на две части, позволяя ударному кулаку атакующих пройти между этими двумя частями, а затем атакует одновременно с двух флангов.